# Thelypodium laxiflorum
Thelypodium laxiflorum är en korsblommig växtart som beskrevs av Al-shehbaz. Thelypodium laxiflorum ingår i släktet Thelypodium och familjen korsblommiga växter. Inga underarter finns listade i Catalogue of Life.